# Каражар (Баянаульский район)
Каражар (каз. Қаражар) — село в Баянаульском районе Павлодарской области Казахстана. Входит в состав Аксанского сельского округа. Расположено у автодороги 27. Рядом с селом Каражар берёт начало одноимённая река. Код КАТО — 553633380.

## Население
В 1999 году население села составляло 432 человека (224 мужчины и 208 женщин). По данным переписи 2009 года, в селе проживало 328 человек (168 мужчин и 160 женщин).